# 小林健一 (経済学者)
小林 健一（こばやし けんいち、1951年 - ）は、日本の経済学者、経済史学者、東京経済大学名誉教授。専門はアメリカ経済論。

## 経歴
宮城県生まれ。
1974年に東北大学経済学部経済学科を卒業し、1980年に東北大学大学院経済学研究科博士後期課程を単位取得退学した。
1990年に東京経済大学経済学部の教員となり、2001年に教授に昇任した。
この間、1995年に「TVA実験的地域政策の軌跡 : ニューディール期から現代まで」により東北大学から博士（経済学）を取得した。
2021年、定年退職し、名誉教授を贈られた。

## 研究
おもにアメリカ合衆国の電力産業史の研究に取り組んでいる。一時期は、環境政策や、クリーンエネルギーによる自動車の開発などに関心を転じたが、2011年3月の福島第一原子力発電所事故を契機に、以降は、エネルギー政策とクリーン・エネルギーの発展についてアメリカ合衆国の事例を中心に研究している。　

## おもな著書
- TVA実験的地域政策の軌跡：ニューディール期から現代まで、御茶の水書房、1994年
- アメリカの電力自由化：クリーン・エネルギーの将来、日本経済評論社、2002年